# Tùng Phố
Tùng Phố là một nhai đạo của Tùng Bắc, Cáp Nhĩ Tân, Hắc Long Giang, Trung Quốc, cũng là một thị trấn. Tọa lạc tại phía bắc của Cáp Nhĩ Tân, ở phía bắc của sông Tùng Hoa, cách trung tâm thành phố với 5 kilômét. Diện tích là 59.74 km2, dân số có 35,000 người. Tùng Phố nghĩa là bến cảng của sông Tùng Hoa, trong đó "Tùng" là viết tắt của sông Tùng Hoa, "Phố" nghĩa là bến cảng.

## Địa lý
Tùng Phố ở tại bên bờ của sông Tùng Hoa, về phía đông và phía nam là sông, giáp với Lợi Dân của Hô Lan ở phía bắc, giáp với Tiền Tiến và đường sắc Tân Châu ở phía tây. Đất của Tùng Phố là thấp, mùa xuân là khô hạn, mùa mưa là tháng 7 và tháng 8, có 130 ngày không có sương giá.
Tùng Phố có giao thông khả tiện lợi: có đường sắc Tân Bắc, quốc lộ 202, đường xe Cáp Hắc, đường xe Cáp Đại đi qua; Có 4 ga đường sắc: Ga Tân Tùng Phố, Ga Miệu Đài Tử, Ga Bắc Tùng Phố, Ga Tùng Bắc. Cũng có 9 bến xe buýt và 3 bến cảng. Tùng Phố có một số nhà máy, như Nhà máy đường Cáp Nhĩ Tân, Nhà máy đóng tàu Cáp Nhĩ Tân.

## Lịch sử
Năm 1850, đây có tên là Mã Gia Thuyền Khẩu(馬家船口, nghĩa là bến tàu của họ Mã) vì đó có một bến tàu được điều hành bởi họ Mã. Về sau, do bến tàu này, một thị trấn nhỏ được hình thành. Ngày 15 tháng 12 năm 1912, thống đốc của tỉnh Hắc Long Giang đã ra lệnh thành lập hội đồng Mã Gia Thuyền Khẩu ở đây, hội đồng này thuộc về Hô Lan. Năm sau, đổi tên thành hội đồng Tùng Bắc. 1925, được đổi tên thành hội đồng Tùng Phố; 1933, hội đồng này thuộc về Cáp Nhĩ Tân. 1938, thiết lập quận Tùng Phố.
1953, quận Tùng Phố có hai hương (Tùng Phố, Tân Hưng) và hai nhai đạo (Đường Xưởng, Thuyền Khẩu). 1958, quận Tùng Phố được tính vào quận Tân Giang, nhưng không lâu sau đó quận Tân Giang bị hủy bỏ. Hương Tùng Phố (hương gần như xã của Việt Nam) tính vào quận Đạo Ngoại. Tùng Phố được thay đổi thành công xã nhân dân tại thời điểm đó. 1979, Đạo Ngoại khôi phục lại tất cả các nhai đạo, và đặt thêm hai nhai đạo: Chấn Giang, Thuyền Khẩu. 1983, Tùng Phố được khôi phục lại thành hương; 1985, Tùng Phố được nâng cao thành thị trấn, mà nhai đạo Thuyền Khẩu được tín vào thị trấn Tùng Phố.
2004, chính quyền thiết lập quận Tùng Bắc, thị trấn Tùng Phố được sáp nhập quận mới này. Tháng 11 của năm này, chính quyền chấp nhận Tùng Phố là nhai đạo đồng thời cũng là thị trấn.
2017, nhai đạo Thuyền Khẩu được độc lập lại, tách khỏi Tùng Phố. Thuyền Khẩu lấy hai xã khu (Thuyền Khẩu, Quảng Tín Tân Thành) và ba làng (Thái Dương Thăng, Đông Minh, Đăng Tháp) từ Tùng Phố.

## Phân chia
Tùng Phố hiện nay có 5 xã khu và 6 làng.
- Xã khu: Đường Xưởng (糖廠), Thường Thịnh Nguyên (常盛源), Bắc Ngạn Khải Trình (北岸啓程), Bắc Ngạn Hưng Hòa Thành (北岸興和城), Phú Lực Thành (富力城)
- Làng: Tùng Phố (松浦), Tùng Hoa Giang (松花江), Đông Phương Hồng (東方紅), Hồng Tinh (紅星), Tân Hoa (新華), Lê Minh (黎明)